# Bayonetta
Bayonetta (енгл. Bayonetta) акционоавантуристичка је видео-игра. Направила ју је компанија Платинум гејмс, а издала Сега за Xbox 360 и PlayStation 3 платформе. У Јапану је изашла у октобру 2009. године, а у Северној Америци и Европи у јануару 2010. године. Касније је била издата за Wii U заједно са својим наставком, Бејонета 2, у Јапану у септембру 2014. године, а широм света наредног месеца. Побољшана игрица за Windows је изашла у априлу 2017. године. Игрица је изашла и за Нинтендо свич у фебруару 2018.

## Прича
Пре много миленијума, универзум се поделио на три дела: први део је био Парадаисо, извор магије светла коју су користили Луменски мудраци, други део је био Инферно, извор мрачне магије коју су користиле Умбра вештице, а трећи свет је био свет Човека. Луменски мудраци и Умбра вештице су вековима живели у хармонији и заједно су надгледали и чували свет људи. Свако од њих је имао једно од два Ока Света за које се сматрало да су очи врховне богиње Џубилеус. Мир између два клана је трајао све док се није сломио пакт, тј. једна вештица је са мудрацем имала дете нечисте крви. Тај мудрац је био прогнан, а вештица стрпана у затвор са ћерком коју је назвала Сереза. Сереза је одрастала са вештицама, где је била црна овца у крду. Упркос томе имала је једну пријателјицу која се звала Жан. Оне су се дружиле све док Жан није постала наследница за трон вештица. Да би се доказала, Жан је изазвала Серезу на двобој. Жан је изгубила, а одмах након тога Луменски мудраци су напали Умбра вештице и започели рат. Жан је било наређено да затвори Серезу у сан дуг 500 година, како не би пробудила Лево око света и призвала богињу Џубилеус. У рату су победиле вештице, али остао је још само један мудрац жив. Тај мудрац, Балдер, је организовао прогоне вештица у коме су Умбра вештице биле истребљене.
Након сна дугог 500 година, Сереза се буди са амнезијом. Само се сећа да је моћна вештица и да има кристал за који се сматра да је Лево око света. Она 20 година трага за својим сећањима и успут добија име Бејонета. Уз помоћ свог информате Енза сазнаје да ако пронађе Десно око света можда врати своја сећања назад. Успут на својој авантури проналази једну изгубљену девојчицу, Серезу, која убрзо постаје кључ за откључавање своје мистериозне прошлости.

## Гејмплеј
Гејмплеј Бејонете је сличан гејмплеју других акицоних игара у трећем лицу. Играч контролише лик Бејонете, која има три основна типа напада: први тип је напад на дистанци, други је лаки напад, а трећи тешки напад. Ови напади могу да се комбинују и тако стварају комбинације које су веома битне за систем оцењивања. На крају сваке комбинације, играч је награђен опаким везом, што је моћан напад у ком Бејонета користи своју косу да призове демона Мадаму Батерфлај која задаје моћан ударац. Најбитнија механика у игри јесте Вештичије време. Механика ради тако што сваки пут када играч избегне напад у последњем тренутку, Бејонета успори време што играчу даје времена да изврши комбинације.
Бејонета започиње игру са своја четири пиштоља (два држи у руци, а друга два су јој на штиклама). Током игрице, Бејонета добија нова оружија и нове покрете које играч може да купи у Капијама пакла. Оружја могу да се ставе Бејонети на руке или ноге. Структура игрице је у виду више поглавља, а на крају сваког поглавља играч мора да победи једног шефа.
Игрица има више различитих тежина:веома лако, лако, нормално, тешко и нон стоп бесконачни климакс.